# Đại chủng viện Thánh Phanxicô Xaviê (Việt Nam)
Đại chủng viện Thánh Phanxicô Xaviê là một trong 10 đại chủng viện của Giáo hội Công giáo Rôma ở Việt Nam nằm ở xã Nghi Diên, huyện Nghi Lộc, tỉnh Nghệ An. Đại chủng viện này được thành lập năm 1988 dựa trên cơ sở của Đại chủng viện Xã Đoài thuộc Giáo phận Vinh.
Đại chủng viện khai giảng khóa đầu tiên vào ngày 22 tháng 11 năm 1988 bởi hai Giám mục Phêrô Gioan Trần Xuân Hạp (Giám mục giáo phận Vinh) và Phêrô Phạm Tần (Giám mục giáo phận Thanh Hóa) nhằm đào tạo linh mục cho hai giáo phận là Vinh và Thanh Hoá nên nó còn có tên gọi là Đại chủng viện Vinh Thanh. Kể từ khi Giáo phận Hà Tĩnh được thành lập (được tách ra từ giáo phận Vinh) thì tên gọi này trở nên lỗi thời và nay được gọi là Đại chủng viện Thánh Phanxicô Xaviê. Giám đốc Đại chủng viện từ 2019 là Linh mục Phêrô Nguyễn Văn Vinh.